# Gustav
Gustav ist ein männlicher Vorname.

## Herkunft und Bedeutung
Der Name Gustav ist vor allem im skandinavischen Sprachraum verbreitet. Er wird entweder aus den altnordischen Bestandteilen Gautr für Gote und stafr für Stütze abgeleitet oder auf den slawischen Vornamen Gostislav zurückgeführt.
Von der Variante Gustaf in patronymischer Bildung abgeleitet sind die schwedischen Familiennamen Gustafson und Gustafsson.

## Namenstag
Der Namenstag ist der 10. März.

## Verbreitung
Der Vorname Gustav gehörte Ende des 19. Jahrhunderts zu den häufigsten Vornamen. Das 20. Jahrhundert hindurch nahm seine Popularität kontinuierlich ab, spätestens seit 1950 wurden nur noch selten Kinder Gustav genannt. Im neuen Jahrtausend ist jedoch wieder ein Anstieg der Verbreitung dieses Namens zu beobachten.
Der Name Gustav gehört zu den Leitnamen des schwedischen Königshauses.

## Varianten
- Deutsch: Gustaf
- Niederländisch: Gustaaf
- Finnisch: Kyösti, Kustavi, Kustaa
- Französisch: Gustave
- Italienisch: Gustavo
- Sorbisch: Gustaw, Gusta
- Spanisch: Gustavo
- Portugiesisch: Gustavo
- Schwedisch: Gustaf; Gösta (Verkleinerungsform); Gustavsson (Familienname)
- Ungarisch: Gusztáv
- Latein: Gustavus
- feminin: Gustava

## Namensträger

### Einname
Siehe Liste der Herrscher namens Gustav
Schwedische Herrscher und Prinzen:
- Gustav I. Wasa (1496–1560), König von Schweden 1523 bis 1560
- Gustav II. Adolf (1594–1632), König von Schweden 1611 bis 1632
- Gustav III. (1746–1792), König von Schweden 1771 bis 1792, siehe auch: Findling Gustav III.
- Gustav IV. Adolf (1778–1837), König von Schweden 1792 bis 1809
- Gustav V. (1858–1950), König von Schweden 1907 bis 1950
- Gustav VI. Adolf (1882–1973), König von Schweden 1950 bis 1973
- Gustav von Schweden (1799–1877), Kronprinz von Schweden (1799–1809)
- Gustav Adolf von Schweden (1906–1947), Erbprinz von Schweden

### Gustaaf
- Gustaaf Adolf van den Bergh van Eysinga (1874–1957), niederländischer reformierter Theologe, historisch-kritischer Neutestamentler, Philosoph und Historiker
- Gustaaf Willem van Imhoff (1705–1750), Generalgouverneur von Niederländisch-Indien
- Gustaaf Adolf Frederik Molengraaff (1860–1942), niederländischer Geologe
- Gustaaf Frans Nees (1901–1965), belgischer Komponist
- Gustaaf Peek (* 1975), niederländischer Schriftsteller, Fotograf und Journalist
- Gustaaf Sorel (1905–1981), belgischer Maler und Zeichner
- Gustaaf van de Wall Perné (1877–1911), niederländischer Maler, Illustrator, Buchgestalter und Schriftsteller

### Gustaf
- Gustaf Aulén (1879–1977), schwedischer Theologe und Geistlicher, Bischof in Strängnäs
- Gustaf Bengtsson (1886–1965), schwedischer Komponist
- Gustaf Britsch (1879–1923), deutscher Kunsttheoretiker
- Gustaf Dalén (1869–1937), schwedischer Ingenieur
- Gustaf Dalman (1855–1941), deutscher Theologe und Orientalist
- Gustaf Eisen (1847–1940), schwedischer Naturforscher und Sammler
- Gustaf Erikson (1872–1947), finnischer Reeder
- Gustaf Evertsson Horn (1614–1666), schwedischer Feldmarschall
- Gustaf Fröding (1860–1911), schwedischer Lyriker
- Gustaf Gründgens (1899–1963), deutscher Schauspieler, Regisseur und Intendant
- Gustaf Hedberg (Schauspieler) (1911–1957), schwedischer Schauspieler
- Gustaf Horn (1592–1657), schwedischer Feldherr
- Gustaf Kossinna (1858–1931), deutscher Philologe und Prähistoriker
- Gustaf Malmström (1884–1970), schwedischer Ringer
- Gustaf Molander (1888–1973), schwedischer Regisseur und Drehbuchautor
- gustaf nagel (1874–1952), deutscher Wanderprediger
- Gustaf Adolf Neumann (1924–2013), österreichischer Verleger und Journalist
- Gustaf Norén (* 1981), schwedischer Musiker (Songwriting, Gesang, Gitarre) und Schauspieler
- Gustaf Wickman (1858–1916), schwedischer Architekt
- Carl Gustaf Emil Mannerheim (1867–1951), finnischer Offizier und Staatsmann
- Gustaf Skarsgård (* 1980), schwedischer Schauspieler

### Gustav
- Gustav Bergman (* 1990), schwedischer Orientierungsläufer
- Gustav Elijah Åhr (1996–2017), US-amerikanischer Rapper
- Gustav von Bergmann (1878–1955), deutscher Mediziner
- Gustav Bergmann (Politiker) (1890–1973), deutscher Jurist und Politiker
- Gustav Bergmann (Wissenschaftstheoretiker) (1906–1987), österreichischer Wissenschaftstheoretiker
- Gustav Bergmann (Ökonom) (* 1957), deutscher Innovations- und Kompetenzforscher
- Gustav Adolf Bergmann (1816–1891), deutscher Politiker und Kaufmann
- Gustav Peter Bucky (1880–1963), deutscher Radiologe und Physiker
- Gustav Burmester (Architekt) (1904–1995), deutscher Architekt
- Gustav Burmester (Regisseur) (1904–1978), deutscher Fernseh- und Hörspielregisseur
- Gustav Casmir (1872–1910), deutscher Fechter
- Gustav Conz (1832–1914), deutscher Maler, Zeichner, Zeichenlehrer und Kunsthistoriker
- Gustav Dreher (* 1879), deutscher Fußballfunktionär
- Gustav Grimm (1886–1958), deutscher Kraftakrobat
- Gustav Heinemann (1899–1976), deutscher Politiker, Bundespräsident 1969 bis 1974
- Gustav (Hessen-Homburg) (1781–1848), Landgraf von Hessen-Homburg
- Gustav Holst (1874–1934), englischer Komponist
- Gustáv Husák (1913–1991), slowakischer Jurist und kommunistischer Politiker
- Carl Gustav Jacob Jacobi (1804–1851), deutscher Mathematiker
- Gustav Kilian (Politiker) (1897–1960), deutscher Politiker
- Gustav Kilian (Radsportler) (1907–2000), deutscher Radrennfahrer und -trainer
- Gustav Robert Kirchhoff (1824–1887), deutscher Physiker
- Gustav Kirchhoff (1863–1945), deutscher Offizier, Konteradmiral der Reichsmarine
- Gustav Klimt (1862–1918), österreichischer Maler
- Gustav Knuth (1901–1987), deutscher Schauspieler
- Gustav Krklec (1899–1977), kroatischer Dichter
- Gustav Kühl (1869–1906), deutscher Bibliothekar und Schriftsteller
- Gustav Landauer (1866–1944), deutscher Opernsänger, -regisseur und Gesangspädagoge
- Gustav Lange  (1937–2022), deutscher Landschaftsarchitekt, Hochschullehrer
- Gustav Leonhardt (1928–2012), niederländischer Dirigent, Cembalist und Organist
- Gustav Lindau (1866–1923), deutscher Mykologe und Botaniker
- Gustav Lindenthal (1850–1935), US-amerikanischer Brückenbauingenieur
- Gustav Mahler (1860–1911), österreichischer Dirigent und Komponist
- Gustav May (1897–1975), deutscher Schauspieler
- Gustav Meinertz (1873–1959), deutscher römisch-katholischer Priester, Großkreuzritter und Autor
- Gustav Merk (1874–1954), deutscher römisch-katholischer Geistlicher und Archivar
- Gustav Metz (1816–1853), deutscher Maler und Bildhauer
- Gustav Müller (1799–1855), deutscher Geiger, siehe Gebrüder-Müller-Quartett
- Gustav Müller (Politiker, 1820) (1820–1889), deutscher Kaufmann und Politiker (Freie Vereinigung, Nationalliberale), MdR
- Gustav Müller (Politiker, 1823) (1823–1875), deutscher Kaufmann und Politiker (DP, NLP), MdR
- Gustav Müller (Architekt, 1827) (1827–1904), deutscher Architekt
- Gustav Müller (Astronom) (1851–1925), deutscher Astronom
- Gustav Müller (Politiker, 1860) (1860–1921), Schweizer Politiker (SP)
- Gustav Müller (Beamter) (1866–1929), deutscher Staatssekretär
- Gustav Müller (Politiker, 1875) (1875–1946), deutscher Politiker (SPD, USPD, KPD, Leninbund), MdR
- Gustav Müller (Politiker, 1898) (1898–1970), deutscher Politiker (CDU), MdL Nordrhein-Westfalen
- Gustav Müller (Politiker, 1908)  (1908–1973), deutscher Politiker (GB/BHE), MdL Niedersachsen
- Gustav Müller (Schauspieler, 1919) (1919–1980), deutscher Schauspieler und Kabarettist
- Gustav Müller (Archäologe) (1921–1988), deutscher Archäologe
- Gustav Adolf Müller (Schriftsteller) (1866–1928), deutscher Schriftsteller, Journalist und Pädagoge
- Gustav Alfred Müller (1895–1978), deutscher Maler
- Gustav Otto Müller (1827–1922), deutscher Maler, Kopist, Kustos und Kunstschriftsteller
- Gustav von Münster-Meinhövel (1782–1839), deutscher Generalmajor
- Gustav Neuhaus (1866–1942), deutscher Jurist und Sprachwissenschaftler der Afrikanistik
- Gustav Nezval (1907–1998), tschechischer Schauspieler
- Gustav Opočenský (1920–1992), tschechoslowakischer Schauspieler
- Gustav Ranis (1929–2013), deutsch-US-amerikanischer Ökonom und Hochschullehrer
- Gustav Rau (Leichtathlet) (1878–??), deutscher Hürdenläufer
- Gustav Rau (Hippologe) (1880–1954), deutscher Hippologe
- Gustav Rau (Kunstsammler) (1922–2002), deutscher Arzt, Philanthrop und Kunstsammler
- Gustav von Rauch (1774–1841), preußischer General der Infanterie, Kriegsminister und Ehrenbürger von Berlin
- Gustav Regler (1898–1963), deutscher Schriftsteller
- Gustav Reiner (1953–2007), deutscher Motorradrennfahrer
- Gustav von Saltzwedel (1808–1897), deutscher Jurist, Regierungspräsident
- Gustav Scanzoni von Lichtenfels (1855–1924), deutscher Offizier, General der bayerischen Artillerie
- Gustav Scanzoni von Lichtenfels (1885–1977), deutscher Rechtsanwalt, Justitiar und Manager
- Gustav Schenk (Schriftsteller) (1905–1969), deutscher Schriftsteller und Fotograf
- Gustav Schickedanz (1895–1977), deutscher Unternehmer
- Gustav Schröder (Kapitän) (1885–1959), deutscher Kapitän
- Gustav Seyffarth (1796–1885), deutscher Ägyptologe
- Gustav von Stein (1872–1952), deutscher Jurist und Landrat
- Gustav Stein (1903–1979), deutscher Jurist und Politiker
- Gustav Stein (1920–1998), deutscher Politiker
- Gustav Steinhoff (* 1958), deutscher Herzchirurg und Hochschullehrer
- Gustav Steinmann (1856–1929), deutscher Geologe, Paläontologe und Hochschullehrer
- Gustav Stolper (1888–1947), österreichischer Ökonom, Journalist und Politiker
- Gustav Stresemann (1878–1929), deutscher Politiker
- Gustav Thöni (* 1951), italienischer Skirennläufer
- Gustav Trampe (1932–2006), deutscher Fernsehjournalist
- Gustav Vigeland (1869–1943), norwegischer Bildhauer
- Gustav Walker (1868–1944), österreichischer Verfassungsrichter
- Gustav Weindorfer (1874–1932), österreichisch-australischer Farmer, Naturforscher, Resortbetreiber und Ranger
- Gustav Wellenstein (1906–1997), deutscher Forstwissenschaftler
- Gustav Peter Wöhler (* 1956), deutscher Schauspieler und Sänger

### Künstlername
- Eva Jantschitsch, österreichische Musikerin und Komponistin, Künstlername Gustav
- Pascal Vonlanthen (* 1975), Schweizer Musiker, siehe Gustav (Musiker)

### Familienname
- Niklas Gustav (* 1996), deutscher American-Football-Spieler

### Literarische Gestalten
- „Gustav mit der Hupe“ (eigentlich Gustav Hummel): eine Romanfigur aus Emil und die Detektive von Erich Kästner
- Der eiserne Gustav: Titel eines Romans von Hans Fallada (siehe Gustav Hartmann)
  - Der eiserne Gustav (Film), Verfilmung dieses Romans von 1958 mit Heinz Rühmann in der Titelrolle
  - Der eiserne Gustav (Fernsehserie), siebenteilige Fernsehserie ebenfalls dieser Vorlage von Wolfgang Staudte aus dem Jahr 1979
- Gustav Gans: ein Bewohner Entenhausens (Cousin von Donald Duck)

## Sonstige Namensverwendung
- Buchstabe „G“ der Buchstabiertafel.
- ein deutsches Artillerie-Geschütz, siehe 80-cm-Kanone (E)
- umgangssprachliche Bezeichnung für den Artilleriesprengkörper G der NVA
- „Karl Gustav“, eine Maschinenpistole, die bei Star Wars als Waffe der Sturmtruppen Verwendung fand
- der Spitzname der Baureihe G der Messerschmitt Bf 109 (entsprechend der deutschen Buchstabiertafel von 1934)
- eine hochschulpolitische Gruppe an der TU Clausthal, die Gruppe unabhängiger Studenten aller Verbindungen (GuStaV)
- Hurrikan Gustav, ein atlantischer Hurrikan im Jahr 2008
- Gustav (Schiff), Schleppdampfer
- Gustav (Zeichentrickserie), ungarische Zeichentrickserie und ihre Hauptfigur